# Gottfried Curio

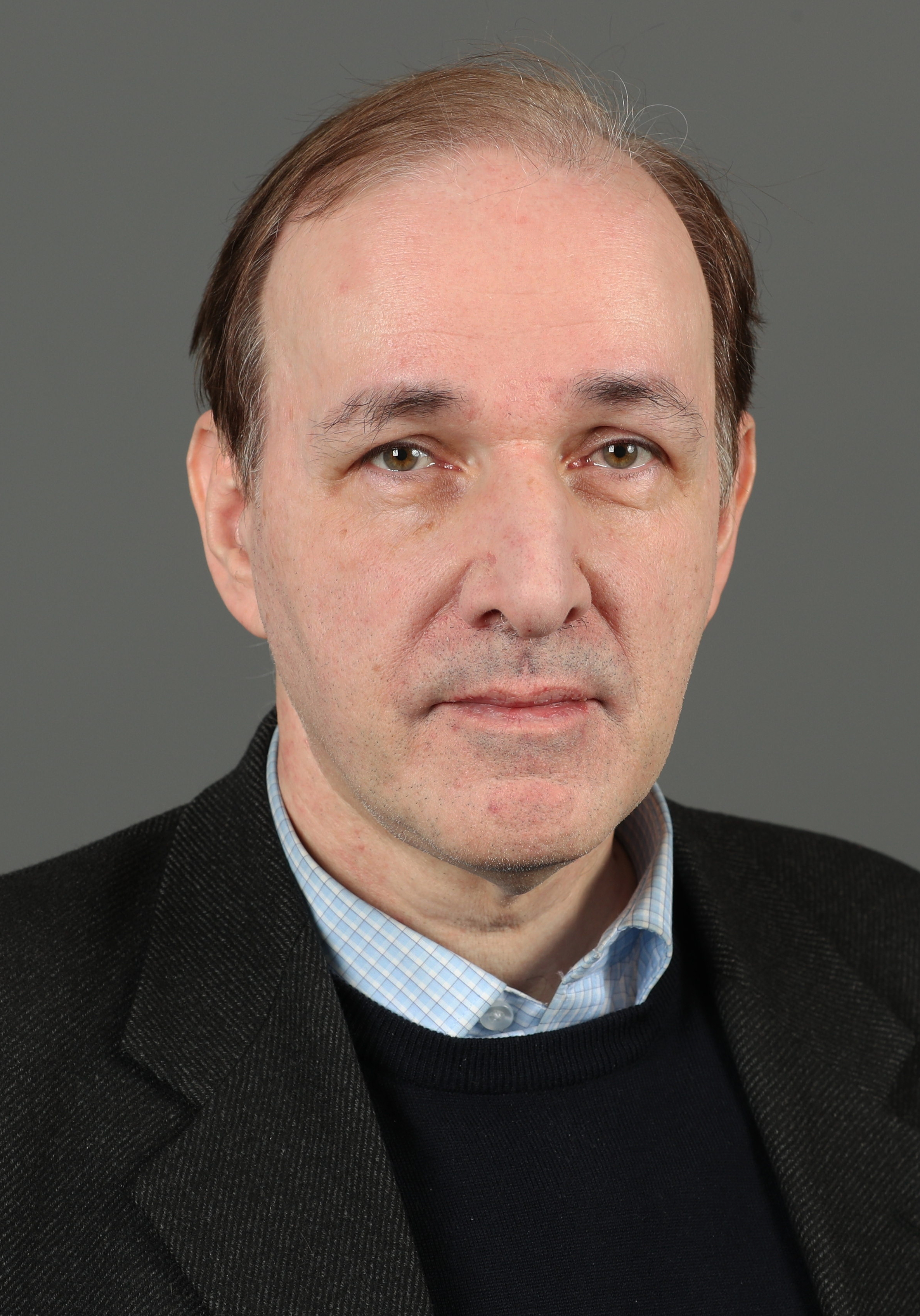
Gottfried Curio (2020)

Gottfried Justus Immanuel Curio (* 2. September 1960 in West-Berlin) ist ein deutscher Politiker der rechtsextremen AfD und seit 2017 Mitglied des Deutschen Bundestages. Zuvor lehrte und forschte er als habilitierter Physiker an mehreren Universitäten.
Curio ist innenpolitischer Sprecher der AfD-Bundestagsfraktion.

## Persönlicher Werdegang
Nach dem Abitur am Evangelischen Gymnasium zum Grauen Kloster in Berlin studierte Curio als Stipendiat der Studienstiftung des deutschen Volkes Physik und Mathematik an der Freien Universität Berlin und der Rheinischen Friedrich-Wilhelms-Universität Bonn. 1984 schloss er sein Studium als Diplom-Mathematiker mit einer zahlentheoretischen Diplomarbeit ab (Periodenvermutung für Modulformen vom Gewicht 2). In seinem Fachgebiet theoretische Elementarteilchenphysik wurde er an der Humboldt-Universität zu Berlin mit einer 1997 publizierten Dissertation zum Thema N=2 String-String Duality and Holomorphic Couplings promoviert. Auch die Habilitation Curios erfolgte an der HU Berlin.
Bis 2004 war Curio als wissenschaftlicher Mitarbeiter an der Humboldt-Universität zu Berlin tätig; unterbrochen von einem Forschungsaufenthalt zur Stringtheorie von Januar 1997 bis Juni 1999 am Institute for Advanced Study in Princeton, USA. Anschließend war er als wissenschaftlicher Mitarbeiter am Arnold Sommerfeld Center der Ludwig-Maximilians-Universität in München tätig, wobei er über vier Semester eine Vertretungsprofessur innehatte und zwischenzeitlich 2007 in der Arbeitsgruppe von Jochen Brüning am Fachbereich Mathematik der Humboldt-Universität zu Berlin beschäftigt war.
Hinzu kam ein abgeschlossenes Studium der Musik (in Komposition und Kirchenmusik) an der Hochschule der Künste Berlin.
Weitere Tätigkeiten Gottfried Curios waren: Korrepetitor, Kirchenmusiker, Leiter von Musiktheater-Ensembles sowie Komponist.

## Politischer Werdegang
Curio ist seit 2014 Mitglied der AfD, seit 2016 Bezirksvorsitzender im Bezirksverband Steglitz-Zehlendorf (Berlin), Delegierter für Bundesparteitage sowie Mitglied der programmatischen Landesfachausschüsse Asyl und Integration und Bildung.

### Abgeordnetenhaus von Berlin
Auf Listenplatz 10 der Landesliste der Alternative für Deutschland Berlin zog er nach der Wahl zum Abgeordnetenhaus im September 2016 in das Abgeordnetenhaus von Berlin ein und war dort integrationspolitischer Sprecher der Fraktion, ferner Mitglied im Rechtsausschuss sowie im Ausschuss für Integration, Arbeit und Soziales.

### Deutscher Bundestag
Im September 2017 wurde Gottfried Curio auf Listenplatz 2 der Landesliste der AfD Berlin für die Bundestagswahl 2017 in den Deutschen Bundestag gewählt. Er ist einer von sechs Vertretern der AfD-Bundestagsfraktion im Ausschuss für Inneres und Heimat und deren Obmann. Bei der Bundestagswahl 2021 zog er erneut nicht als Direktkandidat, sondern durch seinen Listenplatz 2 in den Deutschen Bundestag ein.
Im November 2019 gab Curio in einem Video auf seinem YouTube-Kanal seine Bewerbung für das Amt des Bundessprechers der AfD bekannt, unterlag dann jedoch bei der Wahl im Dezember Tino Chrupalla.
Im Januar 2023 war ein Antrag Curios, die Abstimmung zur Wiederaufnahme des aus der AfD-Bundestagsfraktion ausgeschlossenen Abgeordneten Matthias Helferich von der Tagesordnung der Fraktionssitzung zu streichen, mit einer knappen Mehrheit erfolgreich. Durch Curios Antrag verblieb Helferich weiterhin als fraktionsloser Abgeordneter im Bundestag.
Bei der Bundestagswahl 2025 kandidierte Curio als Direktkandidat für den Wahlkreis Marzahn-Hellersdorf und holte mit 29,5 % der Erststimmen das erste Wahlkreismandat für die AfD in Berlin.
Im 21. Deutschen Bundestag ist Curio Ordentliches Mitglied im Innenausschuss sowie Stellvertretendes Mitglied im Auswärtigen Ausschuss.

## Positionen und Kontroversen

### AfD-Parteiprogramm
Im April 2016 stellte Curio auf dem Bundesparteitag der AfD diverse Änderungsanträge zum Parteiprogramm, etwa zur Erfassung von Staatsangehörigkeit bzw. Migrationshintergrund in der Kriminalstatistik, zur Ausweisung gewaltbereiter islamistischer Gefährder, gegen die doppelte Staatsbürgerschaft, zum Thema „Moschee-Predigten auf Deutsch“, zur Ablehnung von Minaretten und Muezzin-Ruf, zu deutschsprachigen Bezeichnungen auf Ladenschildern, gegen eine spezielle Zuständigkeit Deutschlands bei Flüchtlingen, zum Schutz von Flüchtlingen nur bis zum Betreten des ersten sicheren Drittstaates sowie zum Wohlstandsgefälle, das keinen Anspruch auf Einwanderung begründe.

### Vollverschleierung
Mediale Aufmerksamkeit erhielt Curio mit seiner Rede im November 2016 im Berliner Abgeordnetenhaus zum AfD-Antrag, muslimische Vollverschleierung (Burka und Niqab) im öffentlichen Raum zu verbieten. In diesem Zusammenhang sagte er: „Wollen wir – auch zum Entsetzen unserer Kinder, man stelle sich vor, ein schwarzer Sack, ein Sack, der spricht –, wollen wir solch ein frauenverachtendes Menschenbild, solch eine entmenschende Geschlechterapartheid auf Berliner Straßen?“ Man wisse nicht, wer sich unter einem solchen Gewand verberge: „Eine Frau, ein Mann, mit oder ohne Sprengstoffgürtel?“ Er begründete den Antrag u. a. damit, dass die Vollverschleierung ein menschenunwürdiges „Unkenntlichmachen der Person“, eine „Unterdrückung der weiblichen Selbstbestimmung“ und „geschlechtsspezifische Diskriminierung“ sei. Es handele sich um eine „Negation der Menschenwürde“ und deren „Duldung“ sei „grundgesetzwidrig“. Die Berliner Morgenpost schrieb von einer „ins Leere“ gegangenen Provokation Curios, als er sagte, „man wisse ja nicht, wer unter der Burka stecke – ‚mit oder ohne Sprengstoffgürtel‘.“
Curio hielt eine Rede zum selben Thema rund sechzehn Monate später im Bundestag, die von der Welt in der Artikelüberschrift von Curios als „Secondhand-Rede“ bezeichnet wurde, da sie in großen Teilen mit seiner früheren Rede übereinstimmte. Der Historiker Norbert Frei von der Universität Jena bezeichnete Curios Antrag: „Die Bundesregierung wird aufgefordert, dem Bundestag einen Gesetzentwurf vorzulegen, der die Vollverschleierung im öffentlichen Raum verbietet“ als „Schaufensterantrag“:. Curio sprach in seiner Rede von „kultureller Landnahme durch radikalen Islamismus“ und fragte: „Soll die Hälfte der Menschheit vermummt herumlaufen?“
Curio schloss seine Rede im Bundestag – wie auch bereits die im Abgeordnetenhaus – mit der Behauptung, gemäß einer Forsa-Umfrage seien „60 % der Befragten für ein Verbot der Vollverschleierung“. Allerdings bezog sich die Umfrage aus dem September 2016 ausschließlich auf Burkas, während Curio in seiner Rede auch den Gesichtsschleier mit einbezog. Die Aussagekraft der Umfrage hatte Forsa selbst eingeschränkt: Manch einem sei „vielleicht nicht ganz klar, was mit Vollverschleierung oder Burka genau gemeint ist“. Trotzdem hatte die Hälfte der Befragten insgesamt und über 70 % derer aus dem ländlichen Raum eingestanden, in den Monaten zuvor weder jemanden mit Burka noch mit Niqab gesehen zu haben. Eine Recherche des BR im April 2017 hatte ergeben, dass von den bereits existierenden Verboten schon niemand betroffen war: Weder den Innenministerien noch dem Richterbund waren Fälle bekannt, in denen eine Maßnahme erforderlich gewesen sei; bereits das bestehende Gesetz sei damit ein „Phantomgesetz“. Der Tagesspiegel berichtete über Häme und Spott, die Curio für seinen mit dem „Schutz der Individualfreiheitsrechte der muslimischen Frau“ begründeten Antrag erhalten habe; ein komplettes Vollverschleierungsverbot würde Betroffene zukünftig lediglich am Verlassen ihrer Wohnung hindern. Die AfD gebe zwar vor, Frauenrechte zu verteidigen, bezwecke aber das Gegenteil.

### Visualisierung von Landesgrenzen inheute
Weitere mediale Aufmerksamkeit fand eine Kurzintervention im Plenum des Abgeordnetenhauses von Berlin im Februar 2017. Als ein Antrag eines AfD-Abgeordneten, auf der Europa-Karte der ZDF-heute-Nachrichten die Umrisse Deutschlands sichtbar zu machen, auf Ablehnung stieß, warf Curio den anderen Fraktionen „die Lächerlichmachung der nationalen Identität Deutschlands“ vor und sprach den Parlamentariern ab, „Vertreter des deutschen Volkes“ zu sein. Der Parlamentarische Geschäftsführer der SPD-Fraktion, Torsten Schneider, bezeichnete daraufhin Curio als „Schande für dieses Haus“, der „nicht alle Latten am Zaun“ habe.

### Doppelte Staatsbürgerschaft
Bei einer Debatte im Februar 2018 sprach sich Curio gegen die doppelte Staatsbürgerschaft aus und erklärte, dass ein nach seiner Auffassung „zur Regel entarteter Doppelpass“ die Demokratie untergraben würde. Außerdem titulierte er die Integrationsbeauftragte der Bundesregierung Aydan Özoğuz als ein „Musterbeispiel misslungener Integration“. Zahlreiche Medien berichteten daraufhin von einem Eklat im Bundestag; Bundestagspräsident Wolfgang Schäuble stand im Zentrum der Kritik, Curio keinen Ordnungsruf erteilt zu haben.

### Islam- und flüchtlingsfeindliche Aussagen im Deutschen Bundestag
In einem Redebeitrag im Bundestag vom 23. März 2018 spitzte Curio für die AfD im Deutschen Bundestag bekannte AfD-Positionen gegen den Islam und Einwanderung zu: „Masseneinwanderung“ heiße auch „Messereinwanderung“ und der Islam sei „nicht mit dem Grundgesetz vereinbar“. Dafür führte er aus: „Der Islam ist untrennbar mit der Scharia verbunden. Die Kairoer Erklärung der Menschenrechte im Islam sagt: ‚… es ist verboten, einem anderen das Leben zu nehmen, außer wenn die Scharia es verlangt.‘“ Damit stellte er nach Meinung der Zeit Zuwanderer und Muslime unter Generalverdacht. Nach Meinung von Gregor Becker und der Deutschen Presse-Agentur stützen Kriminalstatistiken die von Curio und der AfD behauptete „Messer-Epidemie“ nicht.
Curio nannte den Begriff „Flüchtlinge“ und eine „vermeintliche Demokratieverträglichkeit des Islam“ „die großen Unwahrheiten, die dieses Land spalten“. Er behauptete, dass die „Verurteilung des islamistischen Terrors durch Imame […] auffallend“ fehle, und stellte den Koran durch Aneinanderreihung von drei kurzen Zitaten als gewalttätig dar: „Tötet die Ungläubigen, sie sind schlimmer als das Vieh! Wenn Frauen sich auflehnen, schlagt sie“. Einen liberalen Islam werde es nicht geben. Dagegen verwies das Schweizer Nachrichtenportal Watson.ch auf zahlreiche Erklärungen und Aktionen von Imamen gegen islamistischen Terror und religiösen Fanatismus sowie auf liberale Bewegungen im Islam.
Die AfD-Führung verbreitete Curios Rede im Internet, bestritt aber, dass sie damit gezielt auf Provokation setze. Curio bringe nur „Zahlen, Daten, Fakten“, seine Rhetorik sei sein „persönlicher Stil“. Im Oktober 2018 begründete er einen AfD-Antrag für ein Verbreitungsverbot bestimmter Koranstellen. Er zitierte erneut besonders gewalttätige Stellen und bestritt deren Auslegungsspielraum. Benjamin Konietzny meint daher, dass er einer „der wohl profiliertesten Islam-Gegner innerhalb einer schon grundsätzlich islamfeindlichen Partei“ sei, der dem Islam mit Falschbehauptungen grundsätzlich bösartige Absichten zu unterstellen versuche und gezielt eingesetzt werde, um eine Sachdebatte zu verhindern. Seine Aussage „Masseneinwanderung heißt auch Messereinwanderung“ wird als Beispiel menschenverachtender Rhetorik zitiert, die mit der AfD seit 2017 in den Deutschen Bundestag eingekehrt sei.

### Bundesamt für Verfassungsschutz
Ende Januar 2019 wurde der Volltext eines 436-seitigen geheimen Gutachtens des BfV (Bundesamt für Verfassungsschutz) publik. Dieses enthält „Anhaltspunkte für eine gegen die freiheitliche demokratische Grundordnung ausgerichtete Politik der AfD“ und auch Zitate von zahlreichen AfD-Funktionären.
Curios Unterstellung einer „Umsiedlungs- und Ersetzungsmigration“ in Zusammenhang mit dem UN-Migrationspakt (am 10. Dezember 2018 in Marrakesch angenommen), einer angeblich drohenden „Übernahme respektive Auslöschung des deutschen Staates durch muslimische Migranten“ und seine Behauptung eines „Geburten-Dschihads“ überschritten für das BfV „die Grenze der verfassungsschutzrechtlich zulässigen Kritik“ und verletzten Art. 3 GG bzw. Art. 1 Abs. 1 GG und gleichzeitig Art. 4 GG.

### Aufruf zu Gewalt
In einer Rede im Februar 2020 sagte Curio: „Mut und Glück auf, Deutschland. Mut und Glück auf, du Land der Bayern. Setze ein Zeichen für die Beendigung der Herrschaft des Unrechts, setze ein Zeichen an den Iden des März, setzt das Erwachen in Gang, befreit das Land!“ Laut dem Juristen Hendrik Cremer vom Deutschen Institut für Menschenrechte handelt es sich dabei „um einen Aufruf zum politischen Mord“, denn als die von Curio erwähnten „Iden des März“ werden die Tage bezeichnet, in denen 44 v. Chr. die Ermordung Gaius Iulius Caesars geschah. Die Interpretation, ob sich sein Aufruf gegen die damalige Bundeskanzlerin Angela Merkel oder „allgemeiner gegen Repräsentanten des Staates“ gerichtet habe, habe Curio dabei „offensichtlich auch seinem Publikum überlassen“.